# Рио-Кито
Рио-Кито (исп. Río Quito) — город и муниципалитет на западе Колумбии, на территории департамента Чоко. Входит в состав субрегиона Атрато.

## История
Поселение, из которого позднее вырос город, было основано в 1801 году. Муниципалитет Рио-Кито был выделен в отдельную административную единицу в 1999 году.

## Географическое положение
Город расположен в центральной части департамента, на левом берегу реки Кито, к востоку от горного хребта Баудо, на расстоянии приблизительно 23 километров к юго-западу от города Кибдо, административного центра департамента. Абсолютная высота — 97 метров над уровнем моря.
Муниципалитет Рио-Кито граничит на севере с территорией муниципалитета Кибдо, на западе и юго-западе — с муниципалитетом Альто-Баудо, на юге — с муниципалитетом Эль-Кантон-де-Сан-Пабло, на юго-востоке — с муниципалитетом Сертеги, на востоке — с муниципалитетом Эль-Атрато. Площадь муниципалитета составляет 700 км².

## Население
По данным Национального административного департамента статистики Колумбии, совокупная численность населения города и муниципалитета в 2015 году составляла 8961 человек.
Динамика численности населения муниципалитета по годам:
| 2005 | 2006 | 2007 | 2008 | 2009 | 2010 | 2011 | 2012 | 2013 | 2014 | 2015 |
| ---- | ---- | ---- | ---- | ---- | ---- | ---- | ---- | ---- | ---- | ---- |
| 7888 | 7983 | 8093 | 8191 | 8306 | 8408 | 8518 | 8633 | 8743 | 8849 | 8961 |

Согласно данным переписи 2005 года мужчины составляли 51,2 % от населения Рио-Кито, женщины — соответственно 48,8 %. В расовом отношении негры, мулаты и райсальцы составляли 90,2 % от населения города; индейцы — 9,6 %; белые и метисы — 0,2 %.
Уровень грамотности среди всего населения составлял 77,1 %.

## Экономика
Основу экономики Рио-Кито составляют сельское хозяйство, лесозаготовка, рыболовство и добыча полезных ископаемых.